# Белобровый скат
Белобровый скат, или мелкошипый скат (лат. Bathyraja minispinosa) — вид хрящевых рыб рода глубоководных скатов семейства Arhynchobatidae отряда скатообразных. Обитают в умеренных водах северной части Тихого океана. Встречаются на глубине до 1420 м. Их крупные, уплощённые грудные плавники образуют округлый диск с треугольным рылом. Максимальная зарегистрированная длина 91 см. Откладывают яйца. Не являются объектом целевого коммерческого промысла.

## Таксономия
Впервые вид был научно описан в 1977 году. Видовой эпитет происходит от слов лат. mini — «крошечный» лат. spina — «шип». Голотип представляет собой взрослого самца с диском шириной 51,5 см, пойманного в Беринговом море (59°10′ с. ш. 166°19′ в. д.) на глубине 450 м. Паратипы — взрослые самки с диском шириной 42,2—49,3 см, пойманные там же на глубине 160—530 м, и взрослые самцы с диском шириной 46,6—52,7 см, пойманные на глубине 400—450 м.

## Ареал
Эти скаты обитают в северо-западной части Тихого океана у побережья Японии, России (Курильские острова, Камчатка) и США (Алеутские острова), в Беринговом и Охотском море, заливе Аляска. Встречаются на глубине 150—1420 м у песчано-галечного или илисто-галечного дна. Большая часть популяции сосредоточена у Курильских островов и Камчатки в диапазоне глубин 300—750 м, а по другим данным 200—800 м. В пределах мезобентали отмечено 51,8 % особей. Наиболее часто эти скаты попадаются при температуре 2,5—4 °C (48,6 % особей).

## Описание
Широкие и плоские грудные плавники белобровых скатов образуют ромбический диск с широким треугольным рылом и закруглёнными краями. Позади глаз имеются брызгальца. На вентральной стороне диска расположены 5 жаберных щелей, ноздри и рот. На хвосте имеются латеральные складки, расположенные на задней половине. 2 спинных плавника примерно одинакового размера находятся на близком расстоянии друг от друга. Хвостовой плавник редуцирован. Диск окрашен в тёмно-коричневый цвет. У внутреннего края глаз имеются светлые отметины. Дорсальная поверхность диска покрыта крошечными шипиками. Максимальная зарегистрированная длина 89,5 см, а вес 3 кг. В среднем длина составляет 54,59 см, а модальные значения длины и веса колеблются в пределах 38—68 см и 0,5—2 кг.

## Биология
Эмбрионы питаются исключительно желтком. Эти скаты откладывают яйца, заключённые в роговую капсулу с твёрдыми «рожками», покрытую мелкими шипиками.  Длина капсул составляет 6,6—8 см, а ширина 4,6—5,9 см.
В среднем самцы и самки достигают половой зрелости при длине 65,7 см и 66,8 см. Продолжительность жизни оценивается в 35 лет у самцов и 37 лет у самок. Время жизни поколения 28—32 года, это один из наиболее высокий показатель среди пластиножаберных.  Белобровые скаты являются бентофагами. Их рацион состоит в основном из ракообразных.

## Взаимодействие с человеком
Эти скаты не являются объектом целевого лова. В настоящее время отечественная рыбная промышленность практически не использует скатов, в Японии и в странах Юго-Восточной Азии они служат объектами специализированного промысла. В целом рыболовство не оказывает существенного влияния на численность популяции. Белобровых скатов в прикамчатских водах относят к промысловой категории «обычных», поскольку частота встречаемости вида колеблется от 10 до 50 %. Численность глубоководных скатов в прикамчатских водах достаточно велика. Наиболее эффективным орудием их промысла считаются донные яруса. Согласно данным учѐтных траловых съѐмок в прикамчатских водах (1990—2000 гг) биомасса скатов рода Bathyraja составляет суммарно 118—120 тыс. тонн. При коэффициенте изъятия в 20 %, величина их потенциального вылова оценивается в 20 тыс. тонн. Несмотря на то, что скаты постоянно попадаются в качестве прилова при ярусном, траловом и снюрреводном промысле трески, палтусов и других донных рыб, их ресурсы у берегов Камчатки сегодня используются не полностью. Международный союз охраны природы присвоил виду охранный статус «Вызывающий наименьшие опасения».